# Haszanlui aranyedény

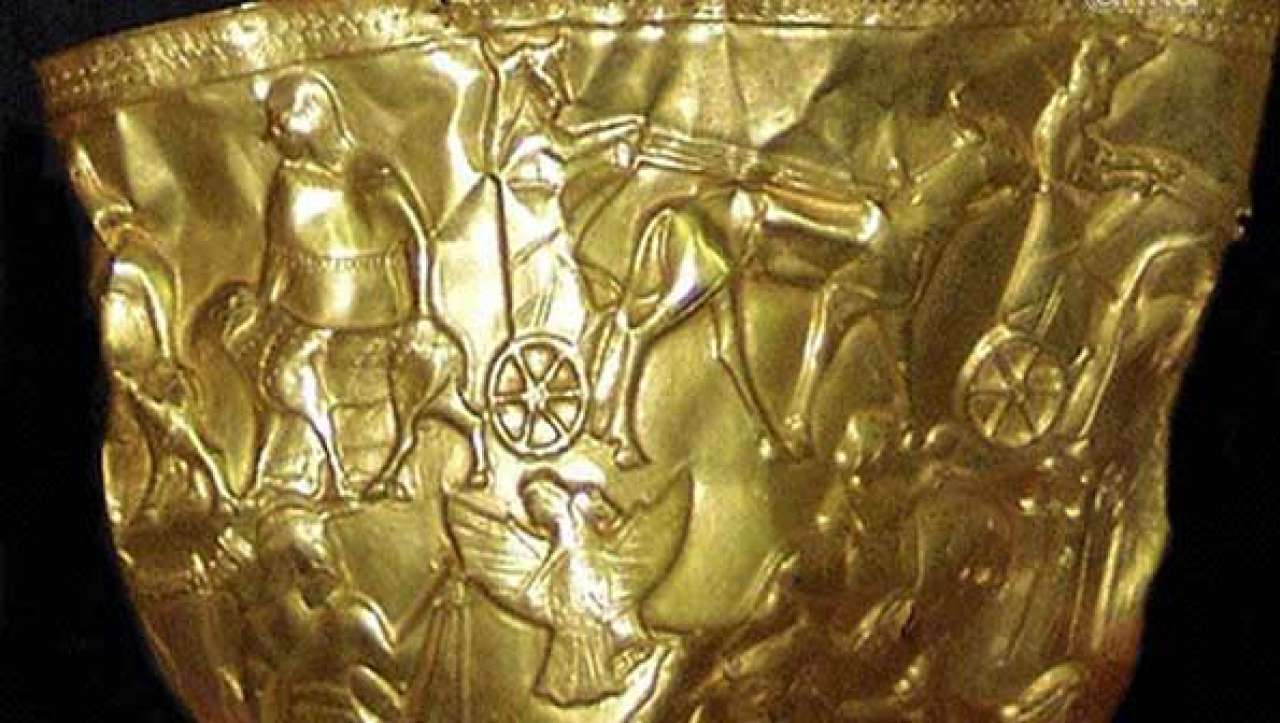

A haszanlui aranyedény (perzsa nyelven: جام طلای حسنلو) egy 1958-ban Tepe Haszanluban megtalált, az iráni kora vaskorszakból származó (i.e. 1050–800 körül) régészeti lelet. Jelenleg az Iráni Nemzeti Múzeumban látható.

## Felfedezése
Tepe Haszanlu a mai Északnyugat-Irán területén fekszik a Gádar folyó völgyében, az Urmia-tótól délnyugatra. Ezen a területen 1956 és 1977 között Hasanlu Project néven zajlott a település feltárása, amelyben a Pennsylvania Egyetem Régészeti és Antropológiai Múzeum, a New York-i Metropolitan Művészeti Múzeum, illetve az iráni régészeti szolgálat vett részt.  E feltárás keretei között találta meg 1958 augusztusában Robert H. Dyson Jr. a haszanlui aranyedénynek elnevezett régészeti leletet, melynek különlegességét speciális kialakítása és a rajta szereplő mitikus motívumok jelentik.
Az aranyedényt Haszanlu IV B ásatási rétegében fedezték fel. A település i.e. 800 körül tűzvész áldozata lett, az ásatások során összesen 246 ember (vegyesen gyermekek, nők, férfiak) csontvázát találták meg. Az aranyedény a leégett citadella 9-es számú helyiségben volt három emberi csontvázzal együtt, melyek közül az egyik vélhetően a kezében tartotta az aranytálat akkor, amikor az épület összeomlott. A maradványoknál talált használati tárgyak és harci eszközök vizsgálatai alapján a három személy ellenséges behatoló lehetett.  Máig nem egyértelmű, hogy kik voltak a támadók, feltételezések szerint a Zagrosz északi vagy a Kaukázus déli részéről származhattak,  más feltételezés szerint asszírok támadták meg Haszanlut.
Tepe Haszanlu feltárásának korai éveiben az ásatási dokumentáció nem volt kielégítő, ami tovább nehezíti a régészeti leletek vizsgálatát, így a mai napig vita tárgyát képezi például a település korabeli neve, a térségben megtelepedett etnikumok, a fentebb említett tűzvész dátuma.

## A sajtóban
Tepe Haszanlu ásatási eredményeit gyakran publikálták különböző tudományos folyóiratok és hírlapok az elmúlt évtizedekben. Már a felfedezést követő hónapban, 1958. szeptember 27.-én megjelent az első cikk a haszanlui aranyedény témájában az Illustrated London News hírlapban. 1959-ben, egy évvel az aranytál felfedezését követően az Expedition folyóiratban már egy bővebb hangvételű, az aranyedény környezetét és ikonográfiáját is vizsgáló tanulmány jelent meg, melynek szerzője Edith Porada és Robert H. Dyson Jr.
Annak ellenére, hogy az elmúlt évtizedek alatt több tanulmány született Haszanlu IV rétegének, azon belül az aranyedény vizsgálatának céljából, problémát jelent, hogy nincs még egy olyan tanulmány, amely összegezné az elmúlt évtizedek eredményeit. Ez alól kivételt képez az iszlám kori rétegek ásatásai, melyekről készült egy összegző tanulmány Michael M. Danti által.

## Az aranyedény
Az aranyedény valójában nem nevezhető edénynek, arányai alapján jobban hasonlít egy serlegre vagy pohárra. Eredeti alakja nehezen rekonstruálható, mivel megrongálódott állapotában találtak rá. Eredeti állapotában körülbelül 20 cm magas, legkisebb átmérője 15 cm, a legnagyobb pedig 18 cm lehetett. 
Az aranyedény ikonográfiája és megmunkálása alapján kiemelkedő leletnek számít. Az edény alján és tetején mintázott szegéllyel rendelkezik, a két szegély között pedig alsó és felső regiszterre osztható.
Az edény ikonográfiája egy vélhetőleg helyi kultusz megjelenítésére szolgálhatott összegző, esetleg tanító célzattal. Jelenleg nem tudni, hogy a Haszanluban élők milyen kultusszal rendelkezhettek. Az aranyedény ikonográfiája a környéki kultuszok egyfajta keveredését mutatja.  A megjelenített alakok a mezopotámiai és környező területek mitikus és heroikus költeményeiben is fellelhetők, de változatos interpretációval attól függően, hogy mikor és melyik etnikum használta ezeket.
A felső regiszteren a következő motívumok találhatók: három darab harckocsit hajtó istenség; egy (vagy kettő) bika, amelynek a szájától egy tüzes folyam indul meg lefelé az alsó regiszterbe, ez az a rész az aranyedényen, ahol a felső és az alsó regiszter összekapcsolódik; egy személy, aki egy serleget visz, vélhetően libáció (italáldozat) céljából; továbbá három darab áldozati bárány található rajta.
Az alsó regiszter a következő motívumokat tartalmazza: egy (vagy kettő) koson álló meztelen istennő; egy íjász, illetve egy sas, amely egy nőt visz; egy oroszlánon utazó nő; két ember, akik egy harmadikkal küzdenek; három lefelé fordított kard; egy nő, aki egy újszülöttet mutat be egy ülő férfinek; egy férfi, aki egy oltár előtt áldoz egy serleggel; továbbá egy harcos, aki egy hibrid ember-állat lénnyel küzd.